# Championnat du Kirghizistan de football
Le Championnat du Kirghizistan a été créé en 1992. Les championnats débutent au printemps (mars-avril) pour se terminer en hiver (octobre-novembre).

## Palmarès

### Période soviétique (1934-1991)
- 1934 : Frunze City Team
- 1935 : Dinamo Frunze
- 1936 : Burevestnik Frunze
- 1937 (printemps) : Spartak Frunze
- 1937 (automne) : Burevestnik Frunze
- 1938 (printemps) : Dinamo Frunze
- 1938 (automne) : Dinamo Frunze
- 1939-1944 : Championnat non disputé
- 1945 : Frunze City Team
- 1946 : Spartak Frunze
- 1947 : Spartak Frunze
- 1948 : Spartak Frunze
- 1949 : Burevestnik Frunze
- 1950 : Spartak Frunze
- 1951 : Frunze City Team
- 1952 : Dinamo Frunze
- 1953 : Osh Region Team
- 1954 : Frunze City Team
- 1955 : Frunze City Team
- 1956 : Frunze City Team
- 1957 : Frunze Region Team
- 1958 : Torpedo Frunze
- 1959 : Torpedo Frunze
- 1960 : SKIF Frunze
- 1961 : Mayli-Say City Team
- 1962 : Alga Kalininskoye
- 1963 : Alga Kalininskoye
- 1964 : Selmashevets Frunze
- 1965 : Alga Kalininskoye
- 1966 : Selmashevets Frunze
- 1967 : Alga Kalininskoye
- 1968 : Selmashevets Frunze
- 1969 : Instrumentalshchik Frunze
- 1970 : Selmashevets Frunze
- 1971 : Elektrik Frunze
- 1972 : Selmashevets Frunze
- 1973 : Selmashevets Frunze
- 1974 : Tekstilshchik Osh
- 1975 : Instrumentalshchik Frunze
- 1976 : Stroitel Jalal-Abad
- 1977 : Selmashevets Frunze
- 1978 : Instrumentalshchik Frunze
- 1979 : Selmashevets Frunze
- 1980 : Instrumentalshchik Frunze
- 1981 : Instrumentalshchik Frunze
- 1982 : Instrumentalshchik Frunze
- 1983 : Instrumentalshchik Frunze
- 1984 : Instrumentalshchik Frunze
- 1985 : Championnat non disputé
- 1986 : Selmashevets Frunze
- 1987 : Selmashevets Frunze
- 1988 : Selmashevets Frunze
- 1989 : Selmashevets Frunze
- 1990 : Selmashevets Frunze
- 1991 : Selmashevets Frunze

### Depuis l'indépendance (depuis 1992)
| Saison | Champion                  | Vice-champion             |
| ------ | ------------------------- | ------------------------- |
| 1992   | Alga Bichkek              | SKA Dostuk Sokuluk        |
| 1993   | Alga-RIIF Bichkek         | Spartak Tokmak            |
| 1994   | FC Kant-Oil Kant          | FC Semetei Kyzyl-Kiya     |
| 1995   | FC Kant-Oil Kant          | AiK Bichkek               |
| 1996   | Metallurg Kadamjaï        | AiK Bichkek               |
| 1997   | FC Dinamo Bichkek         | Alga-PVO Bichkek          |
| 1998   | FC CAG-Dinamo-MVD Bichkek | SKA-PVO Bichkek           |
| 1999   | FC CAG-Dinamo-MVD Bichkek | SKA-PVO Bichkek           |
| 2000   | SKA-PVO Bichkek           | FC CAG-Dinamo-MVD Bichkek |
| 2001   | SKA-PVO Bichkek           | Jashtyk-Ak-Altyn Kara-Suu |
| 2002   | SKA-PVO Bichkek           | Jashtyk-Ak-Altyn Kara-Suu |
| 2003   | Jashtyk-Ak-Altyn Kara-Suu | SKA-PVO Bichkek           |
| 2004   | Dordoi-Dynamo Naryn       | SKA-Choro Bichkek         |
| 2005   | Dordoi-Dynamo Naryn       | SKA-Choro Bichkek         |
| 2006   | Dordoi-Dynamo Naryn       | Abdish-Ata Kant           |
| 2007   | Dordoi-Dynamo Naryn       | Abdish-Ata Kant           |
| 2008   | Dordoi-Dynamo Naryn       | Abdish-Ata Kant           |
| 2009   | Dordoi-Dynamo Naryn       | Abdish-Ata Kant           |
| 2010   | FC Neftchi Kotchkor-Ata   | Dordoi Bichkek            |
| 2011   | Dordoi Bichkek            | FC Neftchi Kotchkor-Ata   |
| 2012   | Dordoi Bichkek            | Alga Bichkek              |
| 2013   | FC Alay Och               | Dordoi Bichkek            |
| 2014   | Dordoi Bichkek            | Abdish-Ata Kant           |
| 2015   | FC Alay Och               | Dordoi Bichkek            |
| 2016   | FC Alay Och               | Dordoi Bichkek            |
| 2017   | FC Alay Och               | Abdish-Ata Kant           |
| 2018   | Dordoi Bichkek            | FC Alay Och               |
| 2019   | Dordoi Bichkek            | FC Alay Och               |
| 2020   | Dordoi Bichkek            | Alga Bichkek              |
| 2021   | Dordoi Bichkek            | Abdish-Ata Kant           |
| 2022   | Abdish-Ata Kant           | FC Alay Och               |
| 2023   | Abdish-Ata Kant           | FC Alay Och               |
| 2024   | Abdish-Ata Kant           | Dordoi Bichkek            |
| 2025   | Abdish-Ata Kant           | Muras United              |